# Śląsk Wrocław
Śląsk Wrocław, poznat i kao Śląsk, poljski je nogometni klub iz Wrocława koji se natječe u I. ligi.

## Povijest
Ovaj klub je promijenio puno imena kroz svoju povijest. 
- 1947. – Pionier Wrocław
- 1949. – Legia Wrocław
- 1950. – Centralny Wojskowy Klub Sportowy Wrocław
- 1951. – Okręgowy Wojskowy Klub Sportowy Wrocław
- 1957. – Wojskowy Klub Sportowy Śląsk Wrocław
- 1997. – Wrocławski Klub Sportowy Śląsk Wrocław Sportowa Spółka Akcyjna
- danas – Wrocławski Klub Sportowy Śląsk Wrocław Spółka Akcyjna

Śląsk je poljski naziv za Šlesku, povijesnu regiju u kojoj se nalazi grad Wrocław.
Śląsk je dvostruki prvak Poljske (1977., 2012.), četverostruki viceprvak Poljske (1978., 1982., 2011., 2024.), dvostruki pobjednik Kupa Poljske (1976., 1987.), dvostruki pobjednik Superkupa Poljske (1987., 2012.) i pobjednik Ekstraklasa kupa (2009.).

## Trofeji
- Ukupno trofeja: 7

- - Ekstraklasa: 2
    - 1977., 2012.

  - Poljski kup: 2
    - 1976., 1987.

  - Poljski Superkup: 2
    - 1987., 2012.

  - Ekstraklasa kup: 1
    - 2009.

## Stadion
Stadion Wrocław ima kapacitet od 45.105 gledatelja. Na tom stadionu su se održale neke utakmice Eura 2012. koji se održao u Poljskoj i Ukrajini. 

## Vanjske poveznice
- Službene stranice